# Socket AM3+
AM3+ es una modificación del zócalo AM3 diseñado para los procesadores que usan la microarquitectura AMD Bulldozer  y tiene compatibilidad con procesadores AM3. La línea Vishera de procesadores AMD también usan el zócalo AM3+.
Las especificaciones del zócalo AM3+ contienen algunos cambios destacables respecto a su predecesor AM3. El recuento de 942 pines del AM3+ es un aumento de uno comparado con el diseño del zócalo AM3. El zócalo AM3+ tiene pines de un diámetro de 0.51 mm comparado a los 0.45 mm del zócalo AM3. Tiene una rápida comunicación serie de 3400 kHz del CPU al controlador de potencia, comparado a 400 kHz. El zócalo AM3+ ofrece una mejorada regulación de poder y especificaciones de calidad de alimentación, incluyendo un incremento de máximo soporte de 145 A comparado con 110 A. También rediseñaron el enganche de los Disipadores permitiendo un mejor flujo de aire para la refrigeración del CPU, y al mismo tiempo, permite retrocompatibilidad.
Algunos fabricantes tienen soporte a AM3+ en algunas de sus placas base AM3 a través de una simple actualización de BIOS.
Aunque los CPUs AM3+ son técnicamente compatibles por la disposición de los pines con placas base AM2 o AM2+, no pueden trabajan en ellos debido a la falta de controladores de memoria RAM DDR2 en el CPU, aunque hay algunos fabricantes de placas base como ASrock, se fabricaron unas placas base con slots DDR2 y DDR3 llamadas combo, haciendo que los procesadores AM2, AM2+, AM3 y AM3+ sean compatibles en una misma placa base.
Los chipsets que soporta AM3+ son:
- 970
- 980G
- 990X
- 990FX

Todos con soporte DDR3